# ستاد حرس الحدود
 ستاد حرس الحدود أو ستاد المكس هو ستاد متعدد الاستخدامات يقع في مدينة الإسكندرية في مصر. وهو حاليا يستخدم في مباريات كرة القدم كما تم استخدامه في كأس الأمم الأفريقية لكرة القدم 2006 التي عقدت في مصر. يتسع الأستاد لحوالي 22,000 متفرج والملعب محاط بمضمار لألعاب القوى وهو على هيئة شكل مستطيل كما يحتوى على أركان قائمة الزاوية بدلاً من الأركان المنحنية التقليدية.